# Bò Hariana
Bò Hariana là một giống bò zebu có nguồn gốc từ Bắc Ấn Độ, đặc biệt ở bang Haryana. Chúng có thể sản sinh khoảng 5 lít sữa mỗi ngày, so với 8,9 lít khi lai với bò Holstein Friesian (HS), trong khi HS thuần túy có thể sản xuất 50 lít mỗi ngày nhưng không kháng bệnh trong điều kiện Bắc Ấn.

## Phạm vi
Bò Hariana có nguồn gốc từ các huyện Rohtak, Karnal, Jind, Hissar và Gurgaon ở bang Haryana. Giống bò này có kích thước trung bình đến lớn và thường có màu trắng đến xám.

## Tính năng, đặc điểm
Sừng ngắn và khuôn mặt hẹp và dài. Những con bò giống này có năng suất sữa khá tốt, và những con bò đực làm việc tốt. Giống bò này là một giống mục đích kép quan trọng, để vắt sữa và đồng áng, là một giống bò của Ấn Độ.

## Gốc
Giống bò Hariana được tìm thấy ở Haryana và phía đông Punjab, là một trong 75 giống bò zebu được biết đến (Bos indicus).
Nhóm giống bò Zebu được phân chia đồng đều giữa các giống châu Phi và Nam Á. Bò Zebu được cho là có nguồn gốc từ châu Á, đôi khi được coi là phân loài, Bos primigenius namadicus. Bò hoang dã châu Á biến mất trong thời kỳ nền văn minh thung lũng Indus từ phạm vi của nó ở lưu vực sông Indus và các phần khác của Nam Á do lai tạp với bò nhà zebu và sự phân mảnh của quần thể hoang dã do mất môi trường sống.